# Tuca Forau de la Neu
La Tuca del Forau de la Neu és una muntanya de 3.080 m d'altitud, amb una prominència de 18 m, que es troba al massís de Pocets, província d'Osca (Aragó).